# HMS Highlander (H44)
HMS Highlander (H44) là một tàu khu trục lớp H, nguyên được Hải quân Brazil đặt hàng cho hãng John I. Thornycroft and Company dưới tên Jaguaribe vào cuối thập niên 1930, nhưng được Hải quân Hoàng gia Anh Quốc mua lại khi Chiến tranh Thế giới thứ hai nổ ra vào tháng 9 năm 1939. Nó được phân về Chi hạm đội Khu trục 9 thuộc Hạm đội Nhà khi hoàn tất vào tháng 3 năm 1940, rồi được phân nhiệm vụ hộ tống vận tải từ tháng 6 cùng Bộ chỉ huy Tiếp cận phía Tây, đánh chìm một tàu ngầm Đức vào tháng 10. Highlander được điều sang Freetown, Sierra Leone vào giữa năm 1941 để hộ tống các đoàn tàu vận tải tại Tây Phi, nhưng lại quay trở về Anh vào tháng 8. Nó trở thành soái hạm của Đội hộ tống B-5 thuộc Lực lượng Hộ tống Giữa đại dương vào đầu năm 1942 và tiếp tục vai trò hộ tống vận tải cho đến hết chiến tranh. Nó trở thành một tàu mục tiêu sau khi xung đột kết thúc và bị bán để tháo dỡ vào giữa năm 1946.

## Thiết kế và chế tạo
Highlander có trọng lượng choán nước tiêu chuẩn 1.340 tấn Anh (1.360 t), và lên đến 1.859 tấn Anh (1.889 t) khi đầy tải. Nó có chiều dài chung 323 foot (98,5 m), mạn thuyền rộng 33 foot (10,1 m) và độ sâu của mớn nước là 12 foot 5 inch (3,8 m). Nó được dẫn động bởi hai turbine hơi nước Parsons truyền động ra hai trục chân vịt, sản sinh tổng công suất 34.000 mã lực càng (25.000 kW), cho phép nó đạt tốc độ tối đa 36 hải lý trên giờ (67 km/h; 41 mph). Hơi nước được cung cấp bởi ba nồi hơi ống nước Admiralty. Highlander có thể mang theo tối đa 470 tấn Anh (480 t) dầu đốt, cho phép một tầm hoạt động tối đa 5.530 hải lý (10.240 km; 6.360 mi) ở tốc độ 15 hải lý trên giờ (28 km/h; 17 mph). Thành phần thủy thủ đoàn của nó bao gồm 152 sĩ quan và thủy thủ.
Con tàu được thiết kế để trang bị bốn khẩu pháo QF 4,7 inch (120 mm) Mk. XII L/45 trên các tháp pháo nòng đơn, đặt tên theo thứ tự ‘A’, ‘B’, ‘X’ và ‘Y’ từ trước ra sau; nhưng khẩu ‘Y’ bị tháo dỡ để lấy chỗ mang thêm mìn sâu. Cho mục đích phòng không, Highlander có hai khẩu đội súng máy 0,5 in (13 mm) Mk.III bốn nòng. Nó còn có hai bệ ống phóng ngư lôi bốn nòng trên mặt nước dành cho ngư lôi 21 in (530 mm). Một đường ray thả mìn sâu và hai máy phóng thoạt tiên được trang bị, nhưng tăng lên ba đường ray và tám máy phóng trong khi hoàn thiện. Lượng mìn sâu mang theo cũng tăng lên tương ứng từ 20 lên 110 quả. Highlander được hoàn tất mà không có tháp điều khiển hỏa lực, nên ba khẩu pháo 4,7 inch QF góc thấp của nó được vận hành tại chỗ sử dụng dữ liệu cung cấp bởi một máy đo tầm xa. Nó cũng được trang bị sonar ASDIC để phát hiện tàu ngầm dựa trên sự phản hồi sóng âm dưới nước khi hoàn tất.
Jaguaribe được Brasil đặt hàng cho hãng John I. Thornycroft and Company ở Woolston, Hampshire vào ngày 16 tháng 12 năm 1937. Con tàu được đặt lườn vào ngày 28 tháng 9 năm 1938, nhưng bị Anh Quốc mua lại vào ngày 5 tháng 9 năm 1939 sau khi Chiến tranh Thế giới thứ hai nổ ra. Nó được đổi tên thành HMS Highlander, nó được hạ thủy vào ngày 16 tháng 10 năm 1939 và nhập biên chế cùng Hải quân Hoàng gia Anh vào ngày 18 tháng 3 năm 1940.

### Các cải biến trong chiến tranh
Bệ ống phóng ngư lôi phía sau của Highlander được thay bằng một khẩu QF 12 pounder 3 inch (76,2 mm) phòng không trong một đợt sửa chữa vào tháng 7 năm 1940. Dàn vũ khi phòng không tầm ngắn được tăng cường với hai khẩu pháo tự động Oerlikon 20 mm được trang bị hai bên cánh của cầu tàu, đồng thời các khẩu súng máy Vickers bốn nòng cũng được thay bằng một cặp Oerlikon 20 mm. Không rõ là tháp điều khiển hỏa lực có được trang bị trước khi được thay bằng radar Kiểu 271 định vị mục tiêu bố trí trên cầu tàu. Vào một lúc nào đó, Highlander được cải biến thành một tàu khu trục hộ tống; tháp pháo ‘A’ được thay thế bằng dàn súng cối Hedgehog chống tàu ngầm, và Trong đợt tái trang bị này, pháo QF 12 pounder góc cao được tháo dỡ lấy chỗ mang thêm mìn sâu. Một dàn radar Kiểu 286 dò tìm mặt đất tầm ngắn được bổ sung cùng với máy định vị vô tuyến HF/DF đặt trên cột ăn-ten trước,

## Lịch sử hoạt động
Sau khi chạy thử máy tại cảng Portland, Highlander được phân về Chi hạm đội Khu trục 9 trực thuộc Hạm đội Nhà và bắt đầu nhiệm vụ hộ tống từ ngày 11 tháng 4. Sáu ngày sau, con tàu bị mắc cạn tại quần đảo Shetland và bị hư hại vừa phải; nó nổi trở lại và được sửa chữa tại Hull từ ngày 20 tháng 4 đến ngày 19 tháng 5. Nó đã hộ tống cho chiếc tàu chiến-tuần dương Renown đi Scapa Flow và đến nơi vào ngày 24 tháng 5. Chi hạm đội Khu trục 9 được chuyển sang Bộ chỉ huy Tiếp cận phía Tây vào giữa tháng 6, và Highlander đã cứu vớt những người sống sót từ chiếc tàu buôn tuần dương vũ trang Scotstoun bị trúng ngư lôi trên đường đi Plymouth. Cuối tháng đó, nó hộ tống các tàu bè tham gia triệt thoái binh lính Đồng Minh khỏi các cảng Pháp trên bờ biển Đại Tây Dương trong Chiến dịch Ariel.
Highlander sau đó gia nhập trở lại Chi hạm đội Khu trục 9 làm nhiệm vụ hộ tống vận tải cho đến tháng 1 năm 1941. Nó trải qua một đợt tái trang bị ngắn vào giữa tháng 7 năm 1940, khi dàn ống phóng ngư lôi phía sau được thay bằng một khẩu pháo 12 pounder phòng không. Cùng với tàu chị em Harvester, nó đã đánh chìm tàu ngầm U-boat U-32 vào ngày 30 tháng 10. Đến ngày 1 tháng 12, nó hộ tống chiếc tàu khu trục Canada HMCS Saguenay bị trúng ngư lôi đi đến Barrow-in-Furness để sửa chữa. Highlander bắt đầu một đợt tái trang bị kéo dài tại xưởng tàu của hãng Hawthorn Leslie ở Hebburn từ ngày 30 tháng 1 đến ngày 23 tháng 3 năm 1941. Sau khi hoàn tất, nó được điều động một thời gian ngắn sang Lực lượng H tại Gibraltar trước khi tiếp tục đi đến Freetown, Sierra Leone để bắt đầu làm nhiệm vụ hộ tống cùng Chi hạm đội Khu trục 18 tại đây. Nó ở lại đây cho đến tháng 8, khi nó được chuyển đến nơi nó được phân về Đội hộ tống 28 trực thuộc Bộ chỉ huy Tiếp cận phía Tây.
Highlander được tái trang bị và nâng cấp vũ khí từ ngày 2 tháng 2 đến ngày 18 tháng 3 năm 1942 tại Tilbury. Nó trở thành soái hạm của Đội hộ tống B-4 và được phân về Lực lượng Hộ tống Giữa đại dương sau khi hoàn tất việc tái trang bị. Nó và các tàu tháp tùng đã bảo vệ Đoàn tàu SC 122 trải qua một trong những trận chiến hộ tống vận tải lớn nhất chiến tranh vào tháng 3 năm 1943; nó bị các tàu ngầm U-boat U-441 và U-608 tấn công bất thành trong trận này. Con tàu trải qua một đợt tái trang bị lớn tại Troon từ ngày 28 tháng 12 năm 1943 đến ngày 12 tháng 4 năm 1944, vốn bị kéo dài do nó bị hư hại bởi va chạm với một tàu kéo. Sau khi hoàn tất, nó gia nhập trở lại đội của nó và ở lại cho đến tháng 9, khi nó được chuyển sang Đội hộ tống B-2 và trở thành soái hạm đôi này. Highlander bị hư hại mũi tàu vào ngày 15 tháng 4 năm 1945 do va chạm băng; nó phải được cho kéo đến vịnh Bulls, Newfoundland để sửa chữa tạm thời, rồi được sửa chữa triệt để tại St. John's gần đó từ ngày 17 tháng 4 đến ngày 24 tháng 7. Con tàu đi đến Portsmouth năm ngày sau, rồi sau đó lại lên đường đi Rosyth để phục vụ như một tàu mục tiêu cho việc huấn luyện máy bay. Highlander được đưa về lực lượng dự bị từ ngày 19 tháng 1 năm 1946 và được chấp thuận cho tháo dỡ vào ngày 19 tháng 2, và bị bán vào ngày 27 tháng 5, nhưng công việc tháo dỡ chỉ bắt đầu tiến hành từ tháng 5 năm 1947.